# Evarist Menkouande
Evarist Menkouande (født 14. november 1974) er en Camerounsk fodbolddommer, som dømmer i den Camerounske liga. Han blev aktiv som FIFA-dommer i 2004, og dømmer som linjedommer. Han har dømt et VM i fodbold i 2010, hvor han var linjedommerdommer for Eddy Maillet fra Seychellerne. Han har også dømt i Confederations Cup 2009, Sommer-OL 2008 og Africa Cup of Nations 2010 og Africa Cup of Nations 2008.
| Biografi | Spire Denne biografi om en fodbolddommer er en spire som bør udbygges. Du er velkommen til at hjælpe Wikipedia ved at udvide den. |